# Clemens Marcell
Clemens Marcell (Segesvár, 1920. április 1. – Budapest, 1989. június 27.) sebészfőorvos, az orvostudományok kandidátusa (1965).

## Életpályája
Elemi iskoláit Rettegen és Besztercén végezte el. 1939-ben érettségizett a budapesti II. kerületi Reálgimnáziumban. 1944-ben, Budapesten szerezte meg orvosi diplomáját. 1944–1945-ben a Szombathelyi Közkórház Belgyógyászati Osztályának alorvosa volt. 1945-ben – a második világháború végén – Ausztriába menekült. 1946–1947-ben a Ceglédi Közkórház Sebészeti Osztályának alorvosa volt. 1947–1948-ban a budapesti Postás Kórház Urológiai Osztályának segédorvosa volt. 1948–1950 között a Postás Kórház III. sz. majd II. sz. Sebészeti Osztályának sebész orvosa volt. 1950-ben sebészeti szakképesítést szerzett. 1950–1952 között a budapesti Központi Katonai Kórház (KKK) sebésze, 1952–1955 között a pécsi Honvéd Kórház Sebészeti Osztályának osztályvezető orvosa volt. 1955-ben urológiai szakképesítést kapott. 1955–1956 között a budapesti KKK Általános Sebészeti Osztályának osztályvezető főorvosa volt. Leszerelése után 1956–1959 között klinikai adjunktus volt. 1959–1962 között az MTA–TMB önálló aspiránsa volt. 1960–1986 között a Karcagi Városi Kórház Sebészeti Osztályának osztályvezető főorvosa volt. 1986-ban nyugdíjba vonult.
Elsősorban hasi sebészeti műtéteket végzett. Közel 50 tudományos közleménye jelent meg hazai és külföldi szaklapokban.

## Családja
Édesapja gyógyszerész volt. Fia: Clemens Béla (1950–) orvos, neurológus; leánya: Clemens Dóra (1955–) orvos, szemész és Clemens Zsófia (1976–) neurobiológus, agykutató.
Temetése a Farkasréti temetőben történt (DD-1250. fülke).

## Művei
- Mesterséges hypotensio alkalmazása a sebészetben (Katonaorvosi Szemle, 1954)
- Kettős gyomorrák operált esete. – Tüdősérv és prolapsus esete (Katonaorvosi Szemle, 1955)
- A hibernatio. 1–3. (Katonaorvosi Szemle, 1955)
- Intravénás Novocain alkalmazása a sebészetben (Orvosi Hetilap, 1956. 39.)
- Lépruptura után léptransplantatio (Skoda Ervinnel). – Ritka elhelyezkedésű osteoclastoma operált esete (Skoda Ervinnel) (Magyar Sebészet, 1956)
- A ductus hepaticus communis spontán fedett perforatiója (Orvosi Hetilap, 1958. 47.)
- Intrahepaticus bilio-digestiv anastomosisok (Orvosi Hetilap, 1959. 48.)
- Modifizierung der Billroth I. Resektion zur Verhütung des Dumping Syndroms. – Nachoperation wegen Dumping Syndroms. Modifikation der Sacharow–Henleyschen Operation. (Zentralblatt für Chirurgie, 1959)
- Nyirokpangás okozta elzáródásos sárgaság (Orvosi Hetilap, 1960. 6.)
- Kísérleti adatok a Dumping-szindróma pathomechanizmusának tisztázásához (Honvédorvos, 1961)
- A Dumping syndroma. 1–2. (Nagy Sándorral, Tallos Józseffel; Orvosi Hetilap, 1961. 50–51.)
- A Dumping syndroma pathogenesisének kísérletes és klinikai vizsgálata (Kandidátusi értekezés; Budapest, 1964)
- A Dumping syndroma reserpin kezeléséről (Orvosi Hetilap, 1965. 46.)
- Colon stenosis, mint a pancreatitis szövődménye (Kranczler Évával; Orvosi Hetilap, 1981. 21.)
- A vékonybél transmesentarialis dekompressziója mechanikus ileus műtéte kapcsán (Orvosi Hetilap, 1984. 6.)
- Az anus praeter sigmoideus újabb módozata (Orvosi Hetilap, 1985. 4.)
- Az appendectomiák szeptikus szövődményeinek metronidazol – Klion – profilaxisa és terápiája (Orvosi Hetilap, 1985. 52.)
- A sphincter Oddi stenosis reversibilis és irreversibilis formáinak elkülönítése (Orvosi Hetilap, 1986. 51.).

## Díjai, elismerései
- Vermes Miklós-díj
- Durst János-díj (1986)
- Kátai Gábor-emlékérem (posztumusz, 1991)
- Pro Urbe Karcag (posztumusz, 1997)